# ウッドオフィス
ウッドオフィス株式会社（英名：Wood's Office）は、テレビ番組・ビデオソフト・コマーシャル・イベントなどを企画をする番組制作会社である。

## 概要
バラエティからニュース、ドラマ、コマーシャルまで映像作品を幅広く手がける。スポーツ番組も得意とし、スカイパーフェクTV!のスポーツ専門チャンネル「スポーツ・アイ ESPN」の開局に際して出資した。2013年1月に、派遣事業拡充のため人材派遣会社ウッドオフィスキャリア株式会社を子会社として設立した。女子プロゴルファーの横峯さくらに関する番組やCMをマネージメントするさくらプロジェクトも担当する。
創業者の森澤広明は日本大学芸術学部を卒業し、1998年から日本映像事業協同組合の副会長に就いている。現代表の名取禎も日本大学芸術学部を卒業している。

## 沿革
- 1983年（昭和58年）4月 - 創業者の森澤広明が株式会社ウッド・オフィスを設立し、本社を南青山に置く。
- 1987年（昭和62年）9月 - 港区南青山から港区南麻布へ本社を移転。
- 1987年（昭和62年）10月 - 東京都港区麻布十番にポストプロダクション関連会社・麻布プラザ株式会社設立。
- 1990年（平成2年）9月5日 - 東京都港区麻布十番に芸能プロダクション・スパイシーフルーツ株式会社（ウッドアーティスト株式会社）設立。
- 1993年（平成5年）9月 - 港区南麻布から港区麻布台へ本社を移転。
- 1998年（平成10年）9月 - 港区麻布台から港区三田へ本社を移転。
- 2004年（平成16年）4月 - 株式会社ウッド・オフィスが会社名をウッドオフィス株式会社に改称。
- 2005年（平成17年）4月 - プロゴルファー・横峯さくらのマネジメント部署を設置。
- 2005年（平成17年）9月 - 港区三田から港区新橋へ本社を移転。
- 2005年（平成17年）10月 - 制作派遣事業参入としてマネージメント部を設置。
- 2009年（平成21年）8月3日 -  株式会社ウッドオフィスが会社名を「ウッドオフィスグループ株式会社」に改称し、持株会社となる。ウッドオフィスの制作部門は新たにウッドオフィス株式会社となり、麻布プラザ、クリエイティヴ・コアとともに、その傘下となる。
- 2011年（平成23年）6月22日 - 名取禎が代表取締役社長に就任。
- 2013年（平成25年）1月 - マネージメント部を分社化、ウッドオフィスキャリア株式会社として設立。
- 2013年（平成25年）4月 - 創立30周年を迎える。
- 2013年（平成25年）11月 - 芸能プロダクション"ウッドアーティスト"を吸収。芸能マネージメント事業部A3プロデュースとして再編する。
- 2023年（令和5年）4月 - 港区新橋から中央区築地へ本社を移転。

## 役員構成
代表取締役社長：名取 禎、取締役制作本部長：五十嵐 洋文、取締役：鈴木 則寿

## 制作番組

### レギュラー
情報／バラエティ
- THE フィッシング（テレビ大阪）
- おはスタ（テレビ東京）
- ポケモンゲット☆TV（テレビ東京）
- 昼めし旅 〜あなたのご飯見せてください!〜（テレビ東京）
- にっぽん!いい旅（テレビ東京）
- ワタシが日本に住む理由（BSジャパン）
- 聞きこみ!ローカル線 気まぐれ下車の旅（BSジャパン）
- エイエイGO!（NHK Eテレ）
- DHCキレイを磨く! エクストリームBeauty（DHCテレビ）
- 地球絶景紀行（BS-TBS）
- 小野下野のどこでもクエスト（BS11、アニマックス）
- 未来シティ研究所（テレビ東京）
- ニッポン絶景街道（BS朝日）
- ソロモン流（テレビ東京）

ニュース／ドキュメンタリー
- 真相深入り!虎ノ門ニュース[2]（DHCテレビ）
- 内田彩 Hello! My Music 〜COLORS〜（テレビ埼玉、サンテレビ、dアニメストア）

スポーツ
- Weekly GOLF HEADLINE（BS朝日）

### 特番
情報／バラエティ
- 住んでる人が見たい!世界の超!絶景ハウス 1〜2  (テレビ東京)
- 土曜スペシャル ベロタクシーの旅 2 アルプス&名湯めぐり (テレビ東京)
- 土曜スペシャル ベロタクシーで行く! 群馬5大温泉&紅葉めぐり旅  (テレビ東京)
- 日曜ビッグバラエティ 発見!ニッポン予想外家族1〜2 （テレビ東京）
- 絆か?修羅場か?夫婦どっきり覗き見ウォッチング（テレビ東京）
- 響け!声優アワード スペシャル特番2014 (TOKYO MX)
- アニソンぷらすSP ジャパンアニソンカップ2012（テレビ東京）
- クイズ!イマジニア（TBSテレビ）
- GOOD JOB（フジテレビ）
- 開け!黒猫のビンゴ（フジテレビ）
- プライスクイズ　マネーハンター（フジテレビ）
- 貧乏に負けるな!2男12女ワケアリ大家族・奮闘記3（テレビ東京）

スポーツ
- 女子ゴルフ応援宣言　プロのスゴ技対決2009（テレビ東京）
- ゴルフしようよ♪（テレビ東京）
- 横峯さくら・浅尾美和のゴルフな気分（テレビ東京）
- 世界バドミントン国別対抗戦（トマス杯&ユーバー杯2018（英語版））（テレビ朝日、BS朝日、テレ朝チャンネル2）
- 俺に言わせい!サッカーおやじ会（BSスカパー!、スカサカ!）

ニュース／ドキュメンタリー
- ACTION 日本を動かすプロジェクト（日本テレビ）

## 実績

### レギュラー
情報／バラエティ
- ポケモンスマッシュ!（テレビ東京）
- いい旅・夢気分（テレビ東京）
- 地球の果てからお家に帰ろう（テレビ東京）
- アスリート・ドキュメント WILL〜それでも僕は走り続ける〜（テレビ東京）
- いのちを語る（BS朝日）
- BSジャパン スペシャル（BSジャパン）
- 夢かなえてフォーリンラブ（テレビ東京）
- ごごネタ!スマートライフTV（CBCテレビ）
- よゐこのKIDSぱらだいす!（キッズステーション）
- きっぱらミニ（キッズステーション）
- ひるパパ（テレビ東京／BSジャパン）
- Music Birth+（TBS）
- マギー審司のSmile Magic（キッズステーション）
- 音旅 聴ままにクラシック（BS-TBS）
- 熱血!!ゴルフ女子部（テレビ朝日）
- 週刊プレイガール（テレビ朝日）
- アニメ探検隊（テレビ東京）
- ぱすてるキッズ（BS-i）
- ガダルカナル･タカのこちらDERUとこ編集部（BS-i）
- 知ってるつもり?!（日本テレビ）
- どうーなってるの?!（フジテレビ）
- 真相究明!噂のファイル（テレビ朝日）
- 男前（テレビ東京）
- 熱血!島田塾〜おれたちホンキ宣言〜（テレビ朝日）
- トロイの木馬（フジテレビ）
- 激マジ!!〜ティーンのホンネ〜（テレビ朝日）
- Sony Cosmic Base（WOWOW）
- SPORTS KISS（WOWOW）
- スキヤキ!!ロンドンブーツ大作戦（テレビ東京）
- イマドコ?（テレビ朝日）
- びっくりハンター〜運命の月曜日〜（テレビ朝日）
- 解決!クスリになるテレビ（テレビ東京）
- 倫敦音楽館 Lon-mu（テレビ東京）
- ダシヌキ!（東海テレビ）
- 松紳（松本紳助）（広島テレビ→日本テレビ）
- ビートたけしの!こんなはずでは!!（テレビ朝日）
- ポケモン☆サンデー（テレビ東京）
- いまどき!ごはん（テレビ朝日）
- 未来MODEL（テレビ東京）
- 教えて!ウルトラ実験隊（テレビ東京）
- アスリート応援TV! ニッポン!チャ×3（TBSテレビ）
- ひるこた!〜昼もこたえてちょーだい!〜（フジテレビ）
- 女神系GOLF（テレビ朝日）
- G-ROCK PARTY（TOKYO MX)
- ビューティーTV（CBCテレビ）

ニュース／ドキュメンタリー
- ザ・ノンフィクション（フジテレビ）
- NNNドキュメント（日本テレビ）
- スーパーテレビ情報最前線（日本テレビ）
- 報道特捜プロジェクト（日本テレビ）
- 素敵な宇宙船地球号（テレビ朝日）
- ゲキセン!（日本テレビ）
- アンテナ22（日本テレビ）
- ZERO×選挙2007（日本テレビ）
- NNN Newsリアルタイム（日本テレビ）
- 真相報道 バンキシャ!（日本テレビ）
- NEWS ZERO（日本テレビ）
- 報道ステーション（テレビ朝日）
- 夢の扉 〜NEXT DOOR〜（TBSテレビ）
- 日テレNEWS24
- news every.（日本テレビ）

スポーツ
- SUPER GT中継
- GET SPORTS（テレビ朝日）
- セルジオ越後のサッカー日本代表討論番組 プロホガソン〜延長戦〜（BSスカパー!）
- ドラフト緊急生特番!お母さんありがとう（TBSテレビ）
- THE OUTSIDERインターネット中継
- レッドブル サークルオブバランス in 京都（J SPORTS）
- 新日本プロレス中継（J SPORTS）
- アジアリーグアイスホッケー 2012-2013（J SPORTS）
- レッドブル・ストラトス　〜成層圏からのフリーフォール〜（J SPORTS）
- セルジオ越後のサッカー日本代表討論番組　プロホガソン〜延長戦〜（BSスカパー!）

### スペシャル
情報／バラエティ
- ポケモンクイズレボリューション（テレビ東京）
- ガレッジ&ロバートの一流芸能人への(秘)旅（テレビ朝日）
- 放浪画家　山下清が愛した にっぽんの原風景（テレビ東京）
- 松本紳助・ゴールデン（日本テレビ）
- 涙と笑いのニッポン駐在さん物語（テレビ東京）
- めちゃ×2イケてるッ！第10回記念大会なんで狙えV10スペシャル（フジテレビ）
- さんま・玉緒のお年玉あんたの夢をかなえたろかスペシャル（TBS）
- プロ野球オールスター場外乱闘ホントのところ日本一はどこなんだスペシャル

ドラマ
- ABCこども未来宣言　さよならが言えなくて（朝日放送）
- 自転車少年記（テレビ愛知）

### CM作品
- ダイワ精工
- トヨタホーム
- ロッテ「のど飴」
- ロッテ「ホカロン」
- 佐藤製薬「サロメチール」

## A3プロデュース
2013年、子会社であったウッドアーティスト株式会社を吸収し、芸能マネージメント事業部 A3プロデュースとして再編した。
2020年6月末をもってタレントとの契約を終了、芸能マネージメント事業部A3プロデュースを閉じる。

### 沿革
- 1990年（平成2年）9月5日 - 東京都港区麻布十番に芸能プロダクション・スパイシーフルーツ株式会社設立。
- 1992年（平成4年）9月 - 鹿賀乃屋株式会社に改称。
- 1994年（平成6年）9月 - 夢乃屋株式会社に改称。
- 1998年（平成10年）9月 - ウッドアーティスト株式会社に改称。
- 2013年（平成25年）11月 - ウッドオフィスに芸能マネージメント事業部A3プロデュースとして吸収する。
- 2020年（令和2年）6月30日 - 芸能マネージメント事業部A3プロデュース業務終了

### 元所属タレント

#### アスリート
- 鮫島彩
- 出水田大二郎
- 横峯さくら

#### 俳優/タレント
男性
- せんだみつお
- 半田健人
- 土平ドンペイ
- 内野智
- 村上和成
- 成瀬勝也
- 黒石高大
- せんだ雄太
- 嘉島典俊（業務提携）
- 寺田稔（業務提携）
- 爆笑問題（スパイシーフルーツ）
- 宮澤翔
- 飯田祐貴
- 岩崎康幸
- 栗山陸
- 吉川拳生
- 大島直也

女性
- 間宮久美子
- 塩出純子
- 東ふき
- 福田麻衣

#### アーティスト/文化人
- ジェームス・ジラユ
- 神崎ひさあき
- 水谷修
- 柏木白光
- シライケイタ
- 坂本尚志
- 鈴木啓之
- 吉本巧
- 横峯吉文（業務提携）